# 沙普蘭
49°50′18″N 39°7′50″E / 49.83833°N 39.13056°E
沙普蘭（烏克蘭語：Шапран）是位於烏克蘭東部的村莊，由盧甘斯克州舊比利斯克區的比洛盧齊克市鎮負責管轄。該村始建於1957年，面積0.64平方公里，海拔高度166米，2001年人口8，人口密度每平方公里12.5人。